# Митряева, Вера Фёдоровна
Вера Фёдоровна Митряева (1915 — 1990) — передовик советского сельского хозяйства, доярка областной опытной станции животноводства, Майнский район Ульяновской области, Герой Социалистического Труда (1966).

## Биография
Родилась в 1915 году в селе Анненково-Лесное, ныне Майнского района Ульяновской области в русской крестьянской семье.
В 1937 году поступила на работу на Анненковскую ферму Ульяновской области опытной  станции животноводства. Набрала и стала работать с группой телят. За 16 лет работы телятницей приобрела огромный опыт общения с животными, бережно относилась к поголовью. 
В 1953 году она набрала группу коров. В 1959 году она показала рекордные показатели в производстве, надоив 440 килограмм молока от каждой закреплённой коровы за год. На протяжении нескольких лет в седьмой пятилетки признавалась лучшей дояркой Ульяновской области.      
Указом Президиума Верховного Совета СССР от 22 марта 1966 года за получение высоких показателей в сельском хозяйстве и рекордные надои молока Вере Фёдоровне Митряевой было присвоено звание Героя Социалистического Труда с вручением ордена Ленина и медали «Серп и Молот».
Продолжала трудиться в колхозе, показывала высокие производственные результаты. После ухода на заслуженный отдых проживала в Ульяновске.  
Умерла в 1990 году. Похоронена в родном селе.  

## Награды
За трудовые успехи была удостоена:
- золотая звезда «Серп и Молот» (22.03.1966)
- орден Ленина (22.03.1966)
- другие медали.